# دوناتا ویشتارتایته
دوناتا ویشتارتایته (لیتوانیایی: Donata Vištartaitė؛ زادهٔ ۱۱ ژوئن ۱۹۸۹) قایقران روئینگ اهل لیتوانی است.
او در مسابقات کشوری و بین‌المللی در مجموع برندهٔ ۶ مدال طلا، ۲ مدال نقره، ۲ مدال برنز شده‌است.